# Matias Marttinen
Matias Oskari Marttinen (ur. 25 czerwca 1990 w Raumie) – fiński polityk i samorządowiec, poseł do Eduskunty, od 2025 minister pracy.

## Życiorys
W 2009 ukończył szkołę średnią w rodzinnej miejscowości, a w 2019 uzyskał magisterium z nauk społecznych na Uniwersytecie w Turku. Zaangażował się w działalność polityczną w ramach Partii Koalicji Narodowej. W 2013 zasiadł w radzie miejskiej w Raumie. Pracował jako rzecznik prasowy partyjnej frakcji poselskiej, a także jako doradca ministrów. W 2019 po raz pierwszy został wybrany na deputowanego do Eduskunty. Z powodzeniem ubiegał się o reelekcję w wyborach w 2023. Objął funkcję przewodniczącego klubu poselskiego swojego ugrupowania.
W maju 2025 został ministrem pracy w rządzie Petteriego Orpa.